# Еббе Санд
Еббе Санд (дан. Ebbe Sand, нар. 19 липня 1972, Гадсунн) — колишній данський футболіст, що грав на позиції нападника. Футболіст року в Данії (1998, 2001).
Виступав за клуби «Брондбю» та «Шальке 04», а також національну збірну Данії. 

## Клубна кар'єра
Народився 19 липня 1972 року в місті Гадсунн. Почав займатися футболом у команді рідного міста «Гадсунн», разом із братом близнюком Петером Сандом. 

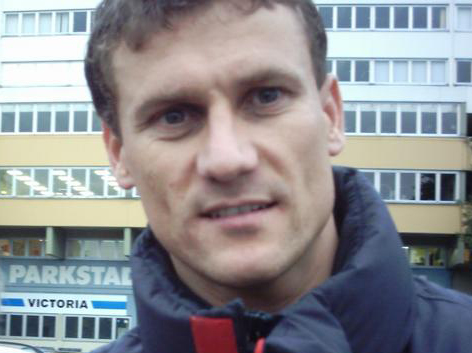
Санд перед колишнім стадіоном «Шальке 04»

У дорослому футболі дебютував 1992 року виступами за «Брондбю», в якому провів сім сезонів, взявши участь у 136 матчах чемпіонату. У складі «Брондбю» був одним з головних бомбардирів команди, маючи середню результативність на рівні 0,51 голу за гру першості. В 1998 році він з командою здобув «золотий дубль», а також виграв звання футболіст року в Данії і став найкращим бомбардиром Данії. Всього за час виступів за клуб з передмістя столиці Санд став триразовим чемпіоном Данії та дворазовим володарем Кубка Данії і забив 85 голів у 188 матчах в усіх турнірах.
Влітку 1999 року Санд перейшов у німецький «Шальке 04» за 5,25 млн. євро. У своєму першому сезоні в бундеслізі він забив 14 голів, але «Шальке» фінішував лише на 13 місці. У сезоні 2000/01 «Шальке» фінішував другим, а Санд з 22 голами поділив з Сергеєм Барбарезом статус найкращого бомбардира бундесліги і вдруге отримав звання футболіста року в Данії. Також «Шальке» виграв Кубок Німеччини. У сезоні 2001/02 клуб з Гельзенкірхена фінішував на п'ятому місці і знову виграв Кубок Німеччини, а Санд забив 11 голів. Свою останню гру у бундеслізі провів 13 травня 2006 року, забивши гол у ворота «Штутгарта». За сім років виступів у Бундеслізі Санд забив 73 голи у 214 матчах, причому за цим показником данець є другим гравцем за всю історію клубу після Клауса Фішера Також Санд забив 18 голів у 25 матчах кубку Німеччини, один гол у 6 матчах Кубка німецької ліги, два голи у 6 матчах Кубка Інтертото і 10 голів у 31 грі Кубка УЄФА та Ліги чемпіонів (Загалом в 282 матчах за клуб Санд забив 104 голи).

## Виступи за збірну
22 квітня 1998 року дебютував в офіційних матчах у складі національної збірної Данії у грі з Норвегією. Того ж року був викликаний у складі збірної на фінальну частину чемпіонату світу 1998 року у Франції. В 1/8 фіналу Санд забив у ворота збірної Нігерії (4:1) найшвидший гол, забитий гравцем, який вийшов на заміну в матчі чемпіонату світу. В підсумку Данія дійшла до чвертьфіналу турніру.
Надалі у складі збірної був учасником чемпіонату Європи 2000 року у Бельгії та Нідерландах, чемпіонату світу 2002 року в Японії і Південній Кореї, а також чемпіонату Європи 2004 року у Португалії, після якого Санд завершив виступи за збірну.
Протягом кар'єри у національній команді, яка тривала 7 років, провів у формі головної команди країни 66 матчів, забивши 22 голи.

## Статистика

### Збірна
| Чемпіонат | Чемпіонат   | Чемпіонат  | Ліга | Ліга |
| Сезон     | Клуб        | Ліга       | Ігри | Голи |
| Данія     | Данія       | Данія      | Ліга | Ліга |
| --------- | ----------- | ---------- | ---- | ---- |
| 1992/93   | «Брондбю»   | Суперліга  | 1    | 0    |
| 1993/94   | «Брондбю»   | Суперліга  | 4    | 1    |
| 1994/95   | «Брондбю»   | Суперліга  | 8    | 2    |
| 1995/96   | «Брондбю»   | Суперліга  | 29   | 12   |
| 1996/97   | «Брондбю»   | Суперліга  | 29   | 7    |
| 1997/98   | «Брондбю»   | Суперліга  | 33   | 28   |
| 1998/99   | «Брондбю»   | Суперліга  | 31   | 19   |
| Німеччина | Німеччина   | Німеччина  | Ліга | Ліга |
| 1999/00   | «Шальке 04» | Бундесліга | 32   | 14   |
| 2000/01   | «Шальке 04» | Бундесліга | 33   | 22   |
| 2001/02   | «Шальке 04» | Бундесліга | 28   | 11   |
| 2002/03   | «Шальке 04» | Бундесліга | 33   | 6    |
| 2003/04   | «Шальке 04» | Бундесліга | 30   | 8    |
| 2004/05   | «Шальке 04» | Бундесліга | 28   | 8    |
| 2005/06   | «Шальке 04» | Бундесліга | 30   | 4    |
| Країна    | Данія       | Данія      | 136  | 69   |
| Країна    | Німеччина   | Німеччина  | 214  | 73   |
| Всього    | Всього      | Всього     | 349  | 142  |

| Збірна Данії | Збірна Данії | Збірна Данії |
| Роки         | Ігри         | Голи         |
| ------------ | ------------ | ------------ |
| 1998         | 10           | 1            |
| 1999         | 11           | 4            |
| 2000         | 10           | 2            |
| 2001         | 10           | 9            |
| 2002         | 11           | 4            |
| 2003         | 7            | 0            |
| 2004         | 7            | 2            |
| Всього       | 66           | 22           |

## Титули і досягнення

### Командні
- Чемпіон Данії (3):

«Брондбю»: 1995-96, 1996-97, 1997-98
- Володар Кубка Данії (2):

«Брондбю»: 1993-94, 1997-98
- Володар Суперкубка Данії (3):

«Брондбю»: 1994, 1996, 1997
- Володар Кубка Німеччини (2):

«Шальке 04»: 2000-01, 2001-02
- Володар Кубка німецької ліги (1):

«Шальке 04»: 2005

### Особисті
- Футболіст року в Данії: 1998, 2001
- Найкращий бомбардир чемпіонату Данії: 1997-98
- Найкращий бомбардир чемпіонату Німеччини: 2000-01